# Tenma Matsukaze
Tenma Matsukaze (松風天馬 Matsukaze Tenma?, int. Arion Sherwind) es el protagonista principal de Inazuma Eleven GO. Es un centrocampista y capitán del equipo Raimon (GO). A lo largo de la serie ha formado parte de diversos equipos, incluyendo Los Arions, El Dorado Equipo 03, Chrono Storm, Inazuma Japón (GO) y Earth Eleven, donde porta el dorsal número 8.

## Historia

### Inazuma Eleven GO
Diez años antes de los acontecimientos de Inazuma Eleven GO, Arion vivía en Okinawa junto a su familia. En una ocasión, rescató a un perro que había quedado atrapado entre unas tablas de madera. Durante el intento, estuvo a punto de sufrir un accidente, pero fue salvado por Axel Blaze (Shūya Gōenji) , quien intervino golpeando las tablas con un balón. Este suceso ocurrió durante el período en que Axel se había alejado temporalmente del equipo debido a amenazas del Instituto  Alien. Tras el incidente, Arion decidió quedarse con el perro, al que más tarde nombró Spotter (Sasuke), convirtiéndolo en su mascota. También conservó el balón que Axel utilizó y le dibujó el símbolo de Raimon, tomándolo como inspiración para convertirse en futbolista.
Años más tarde, Arion comenzó a practicar fútbol junto a su perro Spotter y con el apoyo del equipo infantil Inazuma Kids FC. Durante este periodo, conoció a Skie Blue (Aoi Sorano), con quien entabló una estrecha amistad durante la infancia. Motivado por el recuerdo de su encuentro con Axel Blaze (Shūya Gōenji) y su creciente pasión por el fútbol, Arion se esforzó constantemente con el objetivo de ingresar al equipo de fútbol de la Secundaria Raimon, conocida por su prestigio deportivo. En la actualidad, reside solo, alquilando una habitación en la casa de su tía Silvia (Aki Kino).
Arion se unió al club de fútbol del Raimon inspirado por el símbolo del equipo que había dibujado en el balón de fútbol con el que fue salvado durante su infancia, así como por su deseo de practicar el deporte de forma competitiva. A pesar de su entusiasmo, desconocía la magnitud del club, sorprendiéndose al ver el tamaño de sus instalaciones. En su primer día, conoció a Jean-Pierre Lapin (Shinsuke Nishizono), con quien entabló amistad. También tuvo un inesperado encuentro con Victor Blade (Kyōsuke Tsurugi), quien había derrotado por sí solo al segundo equipo de Raimon. Durante ese enfrentamiento, Victor utilizó su supertécnica Proyectil letal (Death Sword) contra Arion, quien logró bloquearla. Posteriormente, se llevó a cabo un partido entre el equipo principal del Raimon y los Caballeros Templarios, liderados por Victor, donde Arion hizo su debut oficial.
Cuando el entrenador Percival Travis dejó el equipo, su lugar fue ocupado por Mark Evans (Mamoru Endō), quien comenzó a apoyar a Arion y a JP (Shinsuke Nishizono) en sus entrenamientos, demostrando confianza en ellos. Pocos días después, Arion creó su primera supertécnica, Brisa Deslizante (Soyokaze Step), y expresó su deseo de reencontrarse con el hombre que lo había salvado en el pasado durante el Torneo Camino Imperial.
En su primer partido del torneo, el Raimon se enfrentó al equipo Vía Láctea (Tengawara). Al principio, Arion dudaba de Riccardo Di Rigo (Takuto Shindō), pero al ver su determinación por ganar, decidió confiar en él y le hizo un pase que permitió a Riccardo marcar un gol.
Al día siguiente, se le vio entrenando con el resto del equipo para el partido contra Poderosa Fe (Mannouzaka), pero se sorprendió al ver a Doug McArthur (Minamisawa) abandonar el equipo y le dijo al entrenador Mark que dejara jugar a Victor. Entonces Michael (Kurama) le dijo que oponerse al Sector Quinto (Fifth Sector) arruinaría su carrera de futbolista y el entrenador le dijo que debía tomar una decisión importante. El día del partido, le respondió al entrenador que traería el fútbol real de vuelta pase lo que pase y Michael lo amenazó con impedirle arruinar el poco fútbol que tenían. En el partido, se sorprendió de que Victor anotara un autogol, pero las jugadas bruscas de la Poderosa Fe los hicieron sufrir. Casi se lesiona, pero Victor lo salvó a tiempo y con él uniéndose a ellos, anotaron el primer gol. En la segunda mitad, cuando ya no tenían esperanzas, el resto del Raimon empezó a jugar con seriedad tras escuchar el discurso de Jade (Midori). Se alegró de que el equipo ganara 3-2 al final.
Cuando el equipo descubrió que la Royal Academy (Teikoku) era su próximo rival, decidieron usar una táctica, Trueno Definitivo, pero el problema fue que era una super táctica incompleta porque nadie tenía una gran fuerza para patear el balón. Así que Arion decidió buscar a Victor, solo para descubrir que Victor no podría jugar a su lado porque el Sector Quinto le retiraría el dinero para la operación de su hermano mayor Vladimir (Yūchi). Deprimido durante el entrenamiento, Mark le sugirió que intentara hacer un tiro muy potente para completar el Trueno Definitivo. Al principio del partido, las cosas estaban igualadas para ambos equipos hasta que Jude Sharp (Yūto Kidō) dio una orden a la Royal Academy de ganar y derrotar al Raimon. La Royal Academy logró anotar dos goles en la primera mitad. Luego, cuando llegó Victor, Arion fue el primero en confiar en él y luego le dijo que si no jugaba bien al fútbol, el fútbol lloraría. Dicho esto, Victor logró completar el Trueno Definitivo y ayudó a Arion a anotar gol con la super técnica Tiro vendaval (Mach Wind). Más tarde Arion felicitó a JP (Shinsuke) por marcar el segundo gol y le dio a Victor el balón para marcar el gol decisivo y ganar el partido.
Al día siguiente, visitó con su equipo la Royal Academy, dónde descubrió la Resistencia, una alianza en contra del Sector Quinto. Más tarde, Mark lo ayudó a practicar otra técnica e invitó a Arion a cenar. Al principio, vio la comida creyendo que era deliciosa, pero en realidad era todo lo contrario. Sin embargo, Mark lo pateó por debajo de la mesa y le dijo que comiera la comida sin quejarse. En la práctica, intentó aprender una nueva técnica, pero fracasó y le dijo al equipo que, de alguna manera, tenía un poder interior que quería despertar. Victor decidió ayudarlo a entrenar porque conocía el poder del espíritu guerrero que tenía Arion.
Durante un partido, Arion reemplaza temporalmente a Samguk (Sangoku) como portero y logra liberar su espíritu guerrero, Pegaso Alado, con el que detiene el tiro del espíritu guerrero Barius Supersónico de Dakkar Nemo (Wanda Naoto). Posteriormente, regresa a su posición como mediocampista. Más adelante, conoce a Aitor Cazador (Kariya Masaki) y, tras una práctica en la que es tacleado por él, reconoce su habilidad y lo elogia. También participa en el encuentro contra la Edad Dorada, un equipo de adultos, con Silvia Woods como entrenadora.
En el partido contra el equipo Militar Mar de Luna, llevado a cabo en el Estadio Turbina, utiliza Brisa Deslizante (Soyokaze Step) para esquivar uno de los ciclones del campo. Durante el desarrollo del juego, también usa Fuerza Centrífuga (Spiral Draw) para recuperar el balón y marca un gol utilizando Tiro vendaval (Mach Wind) como parte de una técnica en cadena con Michael (Kurama). Posteriormente, anota otro gol mediante el uso de su espíritu guerrero. Tras el partido, lleva a Aitor (Kariya), Skie (Aoi) y JP (Shinsuke) a la casa de Silvia (Aki), donde conversa con ella sobre la posibilidad de crear una técnica combinada entre ellos.
Durante el viaje en el Tren Ruleta, Arion reflexiona sobre lo difícil que sería enfrentar la táctica Barrera Absoluta (Zettai Shouheki) del equipo Alpino (Hakuren), especialmente después de que Shawn Froste (Shirō Fubuki) advierte que incluso el Trueno Definitivo no funcionaría contra ella. En el partido, intenta superar esa táctica utilizando Alas Gemelas (Double Wing) junto a Eugene Peabody (Hayami) y Aitor (Kariya), pero falla debido a la lentitud de su pase, lo que permite a Iggie Loo (Makari Ginjirō) interceptar el balón.
Posteriormente, asume nuevamente la posición de portero tras la lesión de Samguk (Sangoku Taichi). Con su espíritu guerrero, Pegaso Alado, logra detener completamente la Lanza de Carámbanos (Icicle Road) de Njord Snio (Yukimura Hyōga), contribuyendo a la victoria de Raimon con un marcador de 3-2.
Más adelante, utiliza Brisa Deslizante para pasar a Beck Heath (Izumi Kanāki) y también usa su espíritu guerrero para superar al de Langford Ash (Taki Sōsuke). Junto a JP, Skie, Rosie (Akane), Jade y Riccardo, recuerda los partidos previos del torneo Camino Imperial y conversan sobre el misterio de los espíritus guerreros. En otro partido, vuelve a usar Brisa Deslizante contra un jugador del Instituto Espejismo (Genei Gakuen).
Durante una conversación con Axel Blaze, descubre que él fue quien lo salvó en el pasado. También apoya a JP en su camino como portero y se sorprende al ver que ha despertado un espíritu guerrero, Protector de la Tierra, Atlas (Goseishin Titanias). Más adelante, intenta visitar a Sol Daystar (Taiyō Amemiya) en el hospital, pero se entera por Camellia Travis (Fuyuka) que Sol ya fue dado de alta y que no podrá volver a jugar fútbol.

### Inazuma Eleven GO: Chrono Stone
Arion se vuelve a Okinawa a enseñar fútbol a los más pequeños. Cuando vuelve al Raimon ve que ya no existe el club de fútbol. Pregunta a todos los miembros del club (salvo a Victor ) si se acuerdan, la respuesta siempre es no. También le pregunta a Skie, pero esta tampoco lo recuerda. Cuando está pensando, se encuentra con Alpha, que le teletransporta al pasado, en Okinawa, cuando Axel le salvó. Cuando los tablones iban a caer sobre Arion, Axel chuta, pero entonces, Alpha chuta su balón y desvía el balón de Axel . Los tablones caen encima de Arion. Alpha le dice que no ha muerto, solo que estará en coma un mes. Alpha esperaba que así Arion no jugase al fútbol, pero aun así, nada cambió.
Poco después, Alpha le lleva a un campo de fútbol allí, en Okinawa, donde Alpha le chuta un balón, Arion hace el Pegaso Mágico Arc, pero es destrozado. Entonces, Alpha le presenta a su equipo: Protocolo Omega. Los jugadores empiezan a pegarle balonazos, esperando que Arion acabase odiando el fútbol. De repente, aparece Fei Rune, que le anima y le presenta a su equipo, los Arions (aunque aún no tenían nombre) y deciden jugar un partido contra Protocolo Omega. Fei le dice a Arion que sea el capitán.
En el episodio 2 junto con Fei buscan a Mark para que se una a su equipo. Pero llega el Protocolo Omega para hacer que olvide el fútbol.
En el episodio 3 llega Vladimir y lucha junto a ellos. En este episodio Arion aprende a usar su "Armadura Avatar" y Mark muestra a su avatar Gran Demonio y su técnica Gran Mano.
Tras derrotar a Protocol Omega, el equipo del raimon por fin se reagrupa y empiezan a hablar sobre el partido que tuvo lugar entre Japón y América. Arion y unos pocos más, estaban en un salto temporal y recordaban un partido diferente al que recordaban los demás, instante antes de darse cuenta de que todo es obra de Beta, y deciden volver al pasado para hacer que el partido se desarrolle sin problemas. Aquí el raimon es derrotado de la manera que Beta había logrado y el fútbol fue prohibido en el futuro. Además, Beta trata de sellar a Fei en el balón, pero Mark, haciendo uso de la Mano Celestial V, salva a Fei, pero lamentablemente acaba siendo sellado el mismo. Por si esto fuera poco, Beta aplica el control mental sobre todos los miembros del Raimon, salvo los usuarios de Avatar, que no les afectaba.
Después, Axel Blaze, se reúne con el Raimon y les dice que pueden entrenar en God Eden, el campo del Equipo Zero. Allí se enfrentan en una pachanga a 5 de los miembros de Protocol Omega, liderados por Einam. Durante ese partido aparece Tezcat y salva al raimon, el cual iba perdiendo.
En ese mismo capítulo, Tezcat ayuda a los Usuarios de Avatar del Raimon a entrenarse para conseguir su Modo Armadura. Pero durante ese entrenamiento, vuelven a aparecer los 5 jugadores de Protocol Omega y juegan otra pachanga. La armadura de avatar de Arion falla 2 veces, al parecer pudo completarla por una paradoja temporal, y es entonces cuando Tezcat le dice a Wonderbot que haga Mixi-Max con Arion y el. Gracias a la fuerza que adquirió Arion al hacer Mixi-Max con Tezcat, consiguió regatear a todo el equipo rival y además, completar de una vez por todas, el modo armadura de su avatar.
Al ver que el Raimon, empezaba a ser fuerte e iban a pedir ayuda a David Evans, El Dorado, mando a Beta en busca de David Evans para sellarlo, y al final, David acabó convertido en una Chrono Stone, pero el Raimon se apodera de ella.
David, les comenta que necesitan conseguir el poder de los 11 mejores personajes de la historia, empezando por Oda Nobunaga, el mejor espadachín estratega de la era Oda.
Posteriormente llegan a la era Oda y consigue hacer Mixi-Max Riccardo con Nobunaga.

### Inazuma Eleven GO: Galaxy
Se forma inazuma Japón donde sólo son seleccionados arion como capitán Victor y Ricardo los ocho restantes son amateur pero tienen un talento oculto como ellos que selecciona el seleccionador astero que es ray dark que está vivo por un experimento intentarán ganar el mundial cuando después del Partido de la final de clasificación descubren que tienen que salvar el mundo se enfrentarán a países extraterrestres y se unirán jp y el antepasado de avalonik en la final Victor juega con el rival para sacar todo el poder de los muchachos con sus tótem ganan el partido y juegan contra el enemigo del planeta destruido antes los muchachos ganan y regresan como héroes destruyendo el agujero negro que había destruido los planetas

## Apariencia
Tenma (Arion) tiene el cabello castaño en forma de remolinos que asemejan alas o ráfagas de viento, y grandes ojos de color gris azulado. A lo largo de la serie, nunca se le ha mostrado vistiendo ropa casual.
Hace diez años, cuando fue salvado por Shūya Gōenji (Axel Blaze), vestía una camiseta roja con un dibujo de un cachorro y mangas amarillas, junto con pantalones azules. Cuatro años antes del inicio de la historia, durante la prueba para unirse al Inazuma KFC, llevaba una camiseta blanca con cuello azul oscuro y un patrón de estrella naranja, una sudadera con capucha amarillo-anaranjada y pantalones color verde azulado.
En la apertura de la serie, aparece con una camiseta color rubí, pantalones cortos azules y zapatos celestes claros.
En Chrono Stone, se le muestra usando diferentes ropa según la época que visitan.

### Mixi Max
Cuando realiza el Mixi Max con Shū, su cabello y ojos adquieren un tono gris oscuro intenso, además de llevar los broches azules característicos de Shū. Al fusionarse con el Rey Arturo mediante Mixi Max, su cabello se vuelve largo y rubio, con dos mechones levantados al frente, aunque conserva parte de la forma de remolino característica.

## Personalidad
Tenma Matsukaze (Arion Sherwind) es amable, enérgico y optimista. Siempre está dispuesto a ayudar a sus compañeros y a defender lo que considera correcto. Su pasión por el fútbol comenzó cuando Shūya Gōenji (Axel Blaze) le salvó la vida, unos diez años antes de los eventos principales. Desde entonces, se ha dedicado intensamente al deporte. Tenma suele ser positivo, respetuoso y confiado con los demás. Tiene como cualidad la capacidad de unir y motivar al equipo. Entrena con mucha dedicación, incluso si eso implica lastimarse, y está decidido a ganar sin importar las circunstancias. Aunque a veces su entusiasmo puede molestar a algunos compañeros, siempre mantiene respeto hacia ellos.

## Técnicas de fútbol

### Individuales
| Temporada                       | Técnica                    | Nombre original                                   | Nota                                         |
| ------------------------------- | -------------------------- | ------------------------------------------------- | -------------------------------------------- |
| Inazuma Eleven GO               | Brisa Deslizante           | そよかぜステップ (Soyokaze Step)                  | Técnica de Regate                            |
| Inazuma Eleven GO               | Tiro Vendaval              | マッハウィンド (Mach Wind)                        | Técnica de Tiro                              |
| Inazuma Eleven GO               | Fuerza Centrífuga          | スパイラルドロー (Spiral Draw)                    | Técnica de Bloqueo                           |
| Inazuma Eleven GO: Chrono Stone | Robo Fantástico            | ワンダートラップ (Wonder Trap)                    | Técnica de Bloqueo                           |
| Inazuma Eleven GO: Chrono Stone | Ritmo Agresivo             | アグレッシブビート (Aggresive Beat)               | Técnica de Regate                            |
| Inazuma Eleven GO: Chrono Stone | Espada Real                | 王の剣 (Ō no Tsurugi)                             | Técnica de Regate con Miximax del Rey Arturo |
| Inazuma Eleven GO: Chrono Stone | Viento Celestial           | ゴッドウィンド (God Wind)                         | Técnica de Tiro                              |
| Inazuma Eleven GO: Chrono Stone | Túnel Tornado              | 風穴ドライブ (Kazana Drive)                       | Técnica de Regate                            |
| Inazuma Eleven GO: Galaxy       | Regate en Z                | Z スラッシュ (Z Slash)                            | Técnica de Regate                            |
| Inazuma Eleven GO: Galaxy       | Tormenta, Tornado, Huracán | 嵐・竜巻・ハリケーン (Arashi Tatsumaki Hurricane) | Técnica de Tiro                              |

### Técnicas combinadas
| Temporada                       | Técnica                       | Nombre original                                                 | Nota                                                                                    |
| ------------------------------- | ----------------------------- | --------------------------------------------------------------- | --------------------------------------------------------------------------------------- |
| Inazuma Eleven GO               | Tornado de Fuego DD           | ファイア トルネード・ダブルドライブ (Fire Tornado Double Drive) | Con Kyōsuke Tsurugi (Victor Blade) - Técnica de Tiro                                    |
| Inazuma Eleven GO: Chrono Stone | Impulso del Equipo Definitivo | 最強イレブン波動 (Saikyo Eleven Hadō)                           | Técnica de Tiro con Miximax del Rey Arturo junto con todos los miembros de Chrono Storm |
| Inazuma Eleven GO: Galaxy       | La Tierra: Infinito           | ジ･アース∞ (The Earth ∞)                                        | Técnica de Tiro con todos los miembros de Earth Eleven                                  |